# ستيف اندروز
ستيف اندروز (بالإنجليزية: Steve Andrews)‏ هو مغني بريطاني، ولد في 1950 في Canton, Cardiff ‏ في المملكة المتحدة.